# St Austell

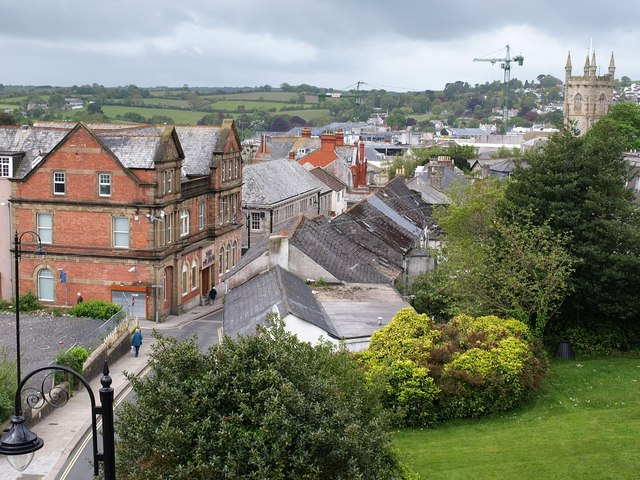
Blick von Nordosten über den Stadtkern

St Austell (kornisch: Sen Ostell, [sɛn 'ɔstɛl]) ist eine Stadt an der Südküste der englischen Grafschaft Cornwall. Im Jahr 2021 hatte sie 20.900 Einwohner.

## Geographie

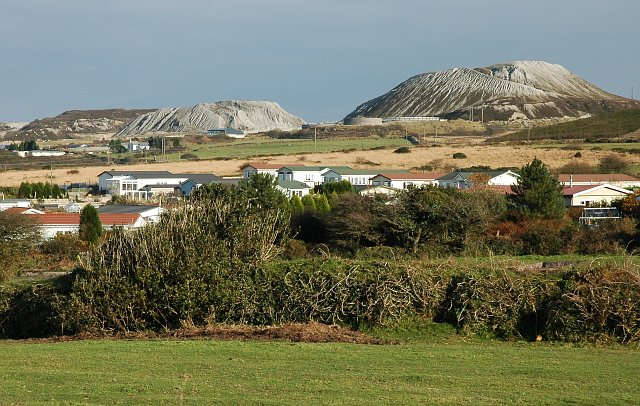
Abraumhalden nordwestlich von St Austell

Der Stadtkern liegt am östlichen Ufer des St Austell Rivers, etwa mittig an dessen Lauf zwischen der Quelle und der Mündung in die Mevagissey Bay bei Pentewan. Die Fläche des Stadtgebietes beträgt 6,61 Quadratkilometer. Angrenzende Gemeinden sind, beginnend im Westen und dann im Uhrzeigersinn, St Mewan, Treverbyn, Carlyon, St Austell Bay und Pentewan Valley. Die Gemarkung ist mittlerweile weitgehend bebaut, die Übergänge zu den Nachbargemeinden Treverbyn und St Austell Bay sind fließend. St Austell liegt innerhalb der National Character Area Cornish Killas.
Die durch den, seit Beginn des 19. Jahrhunderts intensiv betriebenen Abbau von Kaolin verursachten Halden prägen speziell im Norden und Westen der Stadt das Landschaftsbild. Sie haben der Region rund um St Austell die Bezeichnung Cornish Alps eingebracht.

## Geschichte
Die Ursprünge St Austells sind unbekannt. Die Tradition bringt sie vornehmlich mit zwei Personen ähnlichen Namens in Verbindung, die im frühen Mittelalter lebten: Hoystill, einer Heiligen und Missionarin, Schülerin von St. Newman und Tochter des legendären Brychan, König von Brycheiniog sowie mit Austol, einem ursprünglich aus der Bretagne stammenden Mönch, Patenkind und Schüler von St. Mewes, auf den die nahegelegene Ortschaft St Mewan ihren Namen zurückführt. Weitere Vorschläge umfassen St. Auxilius, einen Neffen von St Patrick sowie Augustinus von Hippo.
Im Domesday Book, entstanden im 11. Jahrhundert, ist St Austell nicht aufgeführt. Urkundlich erstmals erwähnt wurde es 1169, als Robert Fitzwilliam dem sanctuarium de Sancto Austolo Abgabenfreiheit zugestand.
Mit dem ausgehenden Mittelalter wuchs die Bedeutung von St Austell durch den zunehmenden Abbau von Zinn in der Umgebung, zu nennen wären die Minen von Carclaze und Polgooth. Die Ortschaft lag im Mittelpunkt des Abbaubezirks Blackmore, der zugehörige Stannary Court hatte seinen Sitz in St Austell. Um 1638 wurde das Marktrecht beantragt mit dem Verweis auf den Handel mit Getreide, Fisch und Zinn: The town has a great trade in corn, fish, and tin, being very populous. Es dauerte gleichwohl bis 1661, ehe St Austell die Erlaubnis zur Abhaltung eines freitäglichen Wochenmarktes erhielt. 1695 beschrieb Celia Fiennes St Austell als „a little market town“.
Im Zuge der beginnenden Industrialisierung nahm auch der Abbau von Zinn und Kupfer in Cornwall deutlich zu. Hatte Richard Pococke St Austell 1750 noch als „a little tinning town“ bezeichnet, sprach Pfarrer Shaw 1788 vom „Peru of Britain“ und bezog sich damit auf die Bedeutung des dortigen Bergbaus für die spanische Krone. Der Bau einer festen Straßenverbindung zwischen Plymouth und Truro über St Austell 1762 trug ebenso zur wirtschaftlichen Entwicklung bei wie die Eröffnung der Eisenbahn auf der gleichen Relation 1858.
Um die Mitte des 18. Jahrhunderts entdeckte der Apotheker William Cookworthy, dass sich das in Devon und Cornwall anstehende Kaolin zur Herstellung von Porzellan eignet. Etwa 1768 begann der Abbau des zugrundeliegenden Gesteins Kaolinit in der Gegend von St Austell, insbesondere in den wenig westlich gelegenen Kirchspielen St Dennis und St Stephen-in-Brannel. In der Folge konnte der durch die zunehmende Erschöpfung der Zinn- und Kupfervorkommen verursachte Rückgang der Erzförderung wirtschaftlich mehr als nur kompensiert werden. Für die folgenden gut zwei Jahrhunderte wurde die weitere Entwicklung St Austells stark von der Kaolin-Industrie geprägt, zwischen 1811 und 1831 verdoppelte sich die Einwohnerzahl der Stadt. Um die Mitte des 19. Jahrhunderts waren im Austell Clay District an die 7000 Personen, Männer, Frauen und Kinder beschäftigt.

## Verwaltungszugehörigkeit
Im Rahmen der auf das Mittelalter zurückgehenden Gliederung Cornwalls in Hundreds gehörte St Austell zu Powdershire. Nach deren Auflösung bildete die Stadt ab 1894 einen eigenständigen Urban District, der 1934 um Teile des umgebenden Rural Districts gleichen Namens erweitert wurde. 1968 wurde der Urban District mit dem Municipal Borough von Fowey zum MB St Austell with Fowey vereinigt, beide gingen 1974 im Distrikt Restormel auf. Im Zuge der Auflösung aller Distrikte der Grafschaft und deren Umwandlung 2009 in eine Unitary Authority wurde der bis dahin auf dieser Verwaltungsebene ungegliederte Bereich um St Austell in vier Gemeinden aufgeteilt. Die Stadt, die Sitz der Verwaltung von Restormel gewesen war, bildet seither eine eigene Gemeinde (Parish).

## Wirtschaft
Der seit dem Beginn des 19. Jahrhunderts betriebene Abbau von Kaolin hat seit dem ausgehenden 20. Jahrhundert stark an Bedeutung verloren. Waren zu Beginn der 1980er-Jahr noch rund 6000 Menschen beschäftigt, so ging deren Zahl bis Anfang 2017 auf etwa 1000 zurück. Der Betreiber, der französische Bergbaukonzern Imerys, kündigte 2006 an, 700 Hektar an Betriebsflächen in und um St Austell nicht mehr zu benötigen. Auf ihnen werden in den kommenden Jahren unter anderem fünf Ökosiedlungen entstehen. Imerys hingegen konzentriert seine bergbaulichen Aktivitäten seit Anfang des 21. Jahrhunderts in Brasilien.
Im Ort selbst ist die St Austell Bierbrauerei die dominante Produktionsstätte, die die Region mit dem traditionellen Ale versorgt. Die Brauerei ist mit ca. 1000 Beschäftigten einer der größten Arbeitgeber in Cornwall. Sie ist seit 1893 im Besitz der Gründerfamilie. Die Biere erhielten viele nationale und internationale Auszeichnungen, zum Beispiel 2014 vier World Beer Awards. 2003 begann die Brauerei den ersten Whiskey in Cornwall zu destillieren. Inzwischen ist der in Kooperation mit einer Brennerei hergestellte Whiskey erhältlich.

## Tourismus

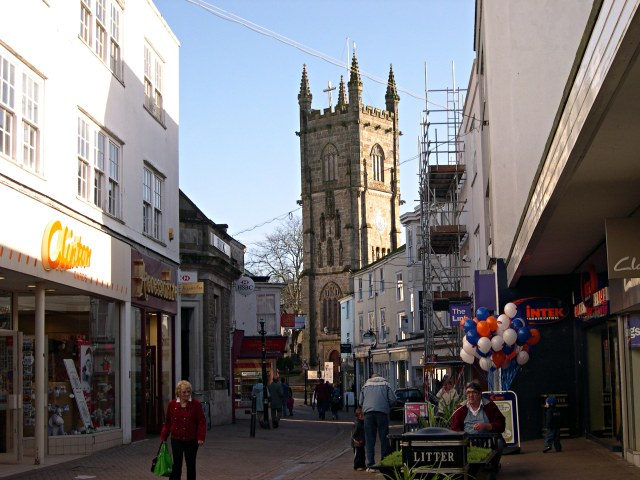
Fore Street und Holy Trinity Church

Obwohl St Austell nicht direkt an der Küste liegt, hat der Tourismus zunehmende wirtschaftliche Bedeutung. Dazu tragen die Strände entlang des Küstenweges an der Austell Bay und der populäre Ferienort Par sowie mehrere regionale Sehenswürdigkeiten bei:
- Das Besucherzentrum der St Austell Brauerei bietet Führungen durch das Gebäude an.
- Im ehemaligen Abbaugebiet wurde rund 4 km außerhalb der Stadt das Wheal Martyn China Clay Heritage Centre eingerichtet. Die Ausstellung zeigt den Abbau von Kaolin. Mit originalen „Grubenbahnen“ geht die Tour durch die alten Lagerstätten. Auf einem Naturpfad lässt sich das Gelände auf eigene Faust erkunden.
- Ein junger, aber schon sehr bekannter botanischer Garten ist das Eden Project bei Bodelva, etwa 5 Meilen nordöstlich von St Austell.
- Einer der bekanntesten Gärten in Großbritannien sind die The Lost Gardens of Heligan in der Nähe der Stadt Mevagissey.
- Relativ unverändert präsentiert sich der nahe Hafen des Ortes Charlestown, von dem bis in die 1990er Jahre Kaolin verschifft wurde. Wegen seiner Atmosphäre wird er häufig als Drehort für Spielfilme genutzt. Jetziger Besitzer der Docks ist der Square Sail Shipyard. Der Gesellschaft gehören drei alte Briggs, die wie in alten Zeiten im Hafen festgemacht sind und besichtigt werden können.
- Hinter dem Hafen befindet sich das Shipwreck & Heritage Centre mit einer Sammlung historischer Gegenstände und Fotos sowie Modellen von historischen Schauplätzen.
- Am äußersten östlichen Ende der Austell Bay in der Nähe des Gribbin Head befindet sich Menabilly House, wo Daphne du Maurier 24 Jahre lang gewohnt hat. Angeblich war das Anwesen das Vorbild für Manderley in ihrem Roman „Rebecca“.
- Mittelalterliche Kirche St Mewan im gleichnamigen Vorort.

## Bauwerke
Insgesamt 55 Bauwerke und Anlagen auf dem Stadtgebiet werden als kulturhistorisch bedeutsam eingestuft. Dies sind die Stadtkirche Holy Trinity Church aus dem späten Mittelalter als Listed Building in der höchsten Kategorie I sowie vier weitere in der Kategorie II* und achtundvierzig in der Kategorie II. Hinzu kommen ein Wegekreuz sowie ein bronzezeitlicher Menhir als Scheduled Monument.

## Verkehr

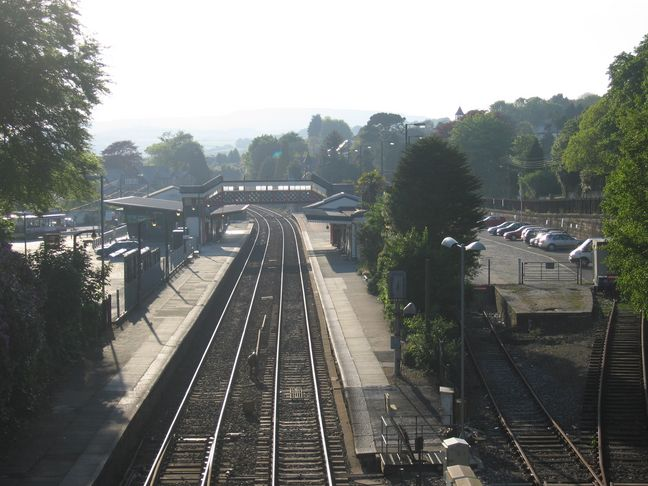
Bahnhof von St Austell

St Austell liegt an der Bahnstrecke von London über Plymouth nach Penzance. Der Bahnhof von St Austell wurde im Mai 1859 eröffnet. Er liegt in den Hügeln über der Stadt. Täglich halten hier mehrere Schnellzüge, die Cornwall mit der Hauptstadt verbinden. Außerdem hat die Stadt einen Busbahnhof. Örtliche Buslinien verbinden St Austell mit den umliegenden Städten. Zwischen 1829 und 1918 verkehrte zwischen St Austell und dem Hafen von Pentewan die im Wesentlichen dem Güterverkehr dienende schmalspurige Pentewan Railway.
Über die Landstraße ist St Austell von Truro und Liskeard auf der A390 zu erreichen. Die A3058 verbindet St Austell mit Newquay.

## Persönlichkeiten
- John William Colenso (1814–1883), Bischof von Natal
- John Nettles (* 1943), britischer Schauspieler
- Steve Baker (* 1971), Politiker
- Darren Penhall (* 1972), Dartspieler